# Claudià Ecdidi Mamert

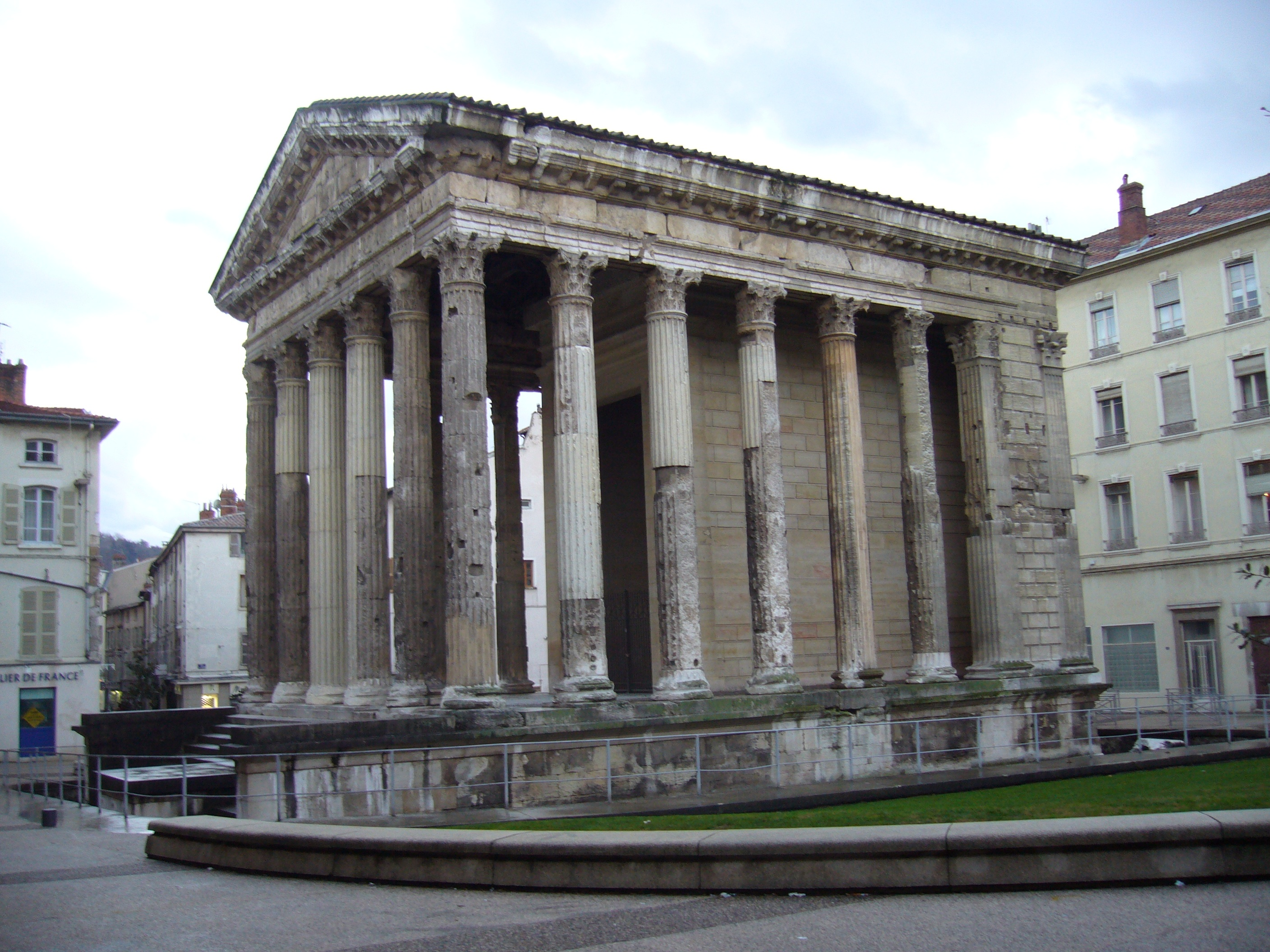
Temple d'August a Viena del Delfinat.

Claudià Ecdidi Mamert (en llatí: Claudianus Ecdidius Mamertus) va ser un prevere gal del segle v, germà del bisbe Mamert de la diòcesi de Viena del Delfinat.
Va escriure algunes obres esmentades amb elogi per Sidoni Apol·linar, i va morir cap a l'any 470. Les obres són les següents:
1. De Statu Annimae, en tres llibres, contra les opinions de Faust de Riés.
2. Epistolae, que inclou un intercanvi de correspondència amb Sidoni Apol·linar.
3. Carmen contra Poetas Vianos, un poema en vers hexàmetre on l'autor defensa la supremacia de la doctrina cristiana sobre la pagana. Els versos son ben fets, i mostren el coneixement que l'autor tenia de la poesia clàssica llatina.
4. De Passione Domini, que comença amb les paraules: Pange lingua gloriosi praelium certaminis, un himne religiós que de vegades s'ha atribuït a Venanci Fortunat.
5. Carmen Paschale, poema
6. Laus Christi, poema
7. Miracula Christi, (dubtós), poema.